# Autoroute A 8
Die Autoroute A 8, auch als La Provençale bezeichnet, verläuft in der Provence; sie verbindet Aix-en-Provence mit Menton und östlich davon mit der italienischen A 10 an der Riviera und ist Teil des Netzes der Autobahn-Firma Esterel-Côte d’Azur (ESCOTA). Sie hat eine Gesamtlänge von 224 km.

## Allgemeines
Die A 8 beginnt an der Abzweigung von der A 7 im Westen von Aix-en-Provence. Sie ist Teilstück der Europastraße 80, die von Portugal bis in den Iran führt. In den Départements Bouches-du-Rhône, Var und Alpes-Maritimes verbindet sie die Städte Aix-en-Provence, Fréjus, Saint-Raphaël, Cannes, Antibes, Nizza, Monaco und Menton vor dem Grenzübertritt zur A 10 in Italien mit dem französischen und internationalen Fernstraßennetz. Sie überquert die Berge des Massif de la Sainte-Baume und des Massif des Maures zwischen Aix-en-Provence und Fréjus und des Esterel zwischen Cannes und Saint-Raphaël. Von dieser Autobahn aus hat man einen umfassenden Blick über das Mittelmeer zwischen Nizza und Menton.

## Geschichte
- Im Jahre 1956 wurde die ESCOTA gegründet, die die gesamte Strecke zwischen Aix-en-Provence und der italienischen Grenze bauen und unterhalten sollte/soll.
- Im Jahre 1961 wurden die Maut-Abschnitte Frejus – Mandelieu-la-Napoule und dann weiter nach Cagnes-sur-Mer in der Nähe von Nizza eröffnet.
- Im Jahre 1969 folgte die Eröffnung des Abschnitts zwischen der Maut-Station bei Roquebrune-Cap-Martin und der italienischen Grenze (mit Anbindung an das italienische Autobahnnetz). Zunächst war nur eine Fahrbahn geöffnet und die Befahrung mit LKWs war untersagt. Erst im folgenden Jahr konnten LKWs diesen Bereich nutzen, nachdem beide Fahrbahnen freigegeben worden waren.

## Ausbauzustand
- 2 × 3 Fahrspuren Coudoux (Abzweig von der A 7), in La Barque (Abzweig der A 52) und dann von Saint-Maximin-la-Sainte-Baume an
- 2 × 3 Fahrspuren nach Cagnes-sur-Mer
- 2 × 4 Fahrspuren von Cagnes-sur-Mer nach Saint-Laurent-du-Var (Ausfahrt in die Stadt Nizza)
- 2 × 2 Fahrspuren zwischen den Ausfahrten 50 (Nizza-Promenade des Anglais) und 51 (Nizza-Saint-Augustin)
- 2 × 2 oder 3 Fahrstreifen bei der Überquerung der südlichen Alpenausläufer von Nizza zur italienischen Grenze. Auf dieser Strecke gibt es 15 Tunnel. Die Höchstgeschwindigkeit beträgt 110 km/h, 90 km/h in den Tunneln (70 km/h für LKW).